# دیلینگن آن در دوناو
دیلینگن آن در دوناو شهری در ایالت بایرن در کشور آلمان است.